# Томаш Арцішевський
Томаш Арцішевський (пол. Tomasz Arciszewski; 1877, с. Сешхув — 1955, Лондон) — польський політик, соціалістичний діяч; голова ЦВК Польської соціалістичної партії (ППС). Бойовик на псевдо «Станіслав».

## Життєпис
Народився у Равському повіті. Рік навчався в Радомі у столяра.
У 1939—1944 — голова ППС — Воля-Рівність-Незалежність.
У 1944 — член Ради національної єдності.
У 1944—1947 — прем'єр уряду Республіки Польща в еміграції.